# Onogawa Kisaburō
Onogawa Kisaburō est un nom japonais traditionnel ; le nom de famille (ou le nom d'école), Onogawa, précède donc le prénom (ou le nom d'artiste).
Onogawa Kisaburō (小野川喜三郎) (né en 1756 – 30 avril 1806) est un lutteur sumo officiellement reconnu comme le 5e yokozuna. Avec Tanikaze Kajinosuke, il est le premier à recevoir de son vivant le titre de yokozuna de la maison de Yoshida Tsukasa et le premier à effectuer un dohyō-iri (entrée cérémonielle sur le ring) pour promouvoir les tournois de sumo.

## Biographie
Onogawa est promu dans la première division makuuchi en mars 1781. Il bat l'ōzeki Tanikaze Kajinosuke en février 1782. Cette victoire surprend le public d'Edo et met fin à la série de 63 victoires consécutives de Tanikaze. Onogawa devient le rival de Tanikaze et est très populaire chez le public, bien qu'en réalité il soit très loin derrière son rival, ne gagnant que 7 tournois contre 21 pour Tanikaze. Onogawa est également beaucoup plus petit que Tanikaze avec seulement 1,76 m mais a une rapidité et un style de combat qui plait au public, l'aidant à surmonter son petit gabarit.
Yoshida Oikaze honore Onogawa et Tanikaze du rang de yokozuna en novembre 1789 lors d'une cérémonie qui voit aussi l'apparition du dohyō-iri et la première apparition des ornements traditionnels des yokozuna : une ceinture épaisse de corde blanche à laquelle sont attachées des frises de papier blanc gohei. Il remporte 91,7% de ses combats avec 144 victoires pour seulement 13 défaites. Il se retire en 1798 pour devenir entraîneur à Osaka mais le yokozuna suivant, Ōnomatsu Midorinosuke, n'est pas nommé avant 30 ans. Heureusement pour la popularité du sumo, un grand champion émerge durant cette période, Raiden Tameimon.
Une histoire populaire raconte qu'Onogawa étudiait le ju-jitsu (plus précisément la variante du kyushin Ryu (en)) auprès du maître Sōke Inugami Gunbei après avoir été jeté hors du ring deux fois par lui lors d'un combat amical près d'une maison de thé.

## Palmarès
- La durée réelle des tournois de l'année de l'époque varie souvent.

Dans le tableau suivant, les cases en vert sont celles des tournois remportés. Les cases en gris sont celles des tournois de basses divisions.
| -    | Printemps                                       | Hiver                                    |
| ---- | ----------------------------------------------- | ---------------------------------------- |
| 1781 | Maegashira de l'est #3 5–1–3 1h                 | Jūryō de l'est #5 6–2                    |
| 1782 | Jūryō de l'est #3 5–1                           | Maegashira de l'est #4 7–1–1 1d          |
| 1783 | Maegashira de l'est #4 5–0–3 1h 1nr             | Maegashira de l'est #2 6–0–2 1d 1h       |
| 1784 | Komusubi de l'est 6–2 2h                        | Sekiwake de l'est 9–0–1 Non officiel     |
| 1785 | Pas de tournoi                                  | Pas de tournoi                           |
| 1786 | Non inscrit                                     | Sekiwake de l'est 7–0–3 Non officiel     |
| 1787 | Pas de tournoi en raison des mauvaises récoltes | Sekiwake de l'est 7–1–2                  |
| 1788 | Sekiwake de l'est 7–2–1                         | Sekiwake de l'est 7–1–1 1h               |
| 1789 | Sekiwake de l'est 10–0 Non officiel             | Sekiwake de l'est 8–0 1d 1h Non officiel |
| 1790 | Ōzeki de l'est 8–0 1nr Non officiel             | Ōzeki de l'est 6–1–2 1h                  |
| 1791 | Ōzeki de l'est 8–0–1 1nr Non officiel           | Ōzeki de l'est 8–0–1 1h Non officiel     |
| 1792 | Non inscrit                                     | Non inscrit                              |
| 1793 | Non inscrit                                     | Ōzeki de l'est 8–1 1d                    |
| 1794 | Ōzeki de l'est 3–0–7'                           | Absence'                                 |
| 1795 | Ōzeki de l'est 4–0–1'                           | Non inscrit                              |
| 1796 | Non inscrit                                     | Ōzeki de l'est 7–2–1'                    |
| 1797 | Non inscrit                                     | Ōzeki de l'est Retraite 8–1–1            |